# Masataka Nomura
Masataka Nomura (野村 政孝 Nomura Masataka?, Tokio, 29 de junio de 1991) es un exfutbolista japonés que jugaba como guardameta.

## Trayectoria

### Clubes
| Club                        | País  | Año       |
| --------------------------- | ----- | --------- |
| Nagoya Grampus              | Japón | 2014-2016 |
| Blaublitz Akita (cedido)    | Japón | 2016      |
| Roasso Kumamoto             | Japón | 2017-2020 |
| Azul Claro Numazu           | Japón | 2021-2022 |
| Toyama Shinjo Club          | Japón | 2023      |
| Fukui United F. C. (cedido) | Japón | 2023      |